# Campeonato Mundial de Curling Femenino de 2020
El XLII Campeonato Mundial de Curling Femenino se iba a celebrar en Prince George (Canadá) entre el 14 y el 22 de marzo de 2020 bajo la organización de la Federación Mundial de Curling (WCF) y la Federación Canadiense de Curling. Pero debido a la pandemia de COVID-19 el evento fue cancelado.